# オーレウシジンシンターゼ
オーレウシジンシンターゼ（aureusidin synthase）は、フラボノイド生合成酵素の一つで、次の化学反応を触媒する酸化還元酵素である。
(1) 2',4,4',6'-テトラヒドロキシカルコン + O2 {\displaystyle \rightleftharpoons } オーレウシジン + H2O
(2) 2',3,4,4',6'-ペンタヒドロキシカルコン + {\displaystyle {\tfrac {1}{2}}}  O2 {\displaystyle \rightleftharpoons } オーレウシジン + H2O
この酵素の基質は2',4,4',6'-テトラヒドロキシカルコン（または2',3,4,4',6'-ペンタヒドロキシカルコン）とO2で、生成物はオーレウシジンとH2Oである。
この酵素は酸化還元酵素に属し、酸素を受容体としてX-HとY-HからのX-Y結合の形成に特異的に作用する。組織名は2',4,4',6'-tetrahydroxychalcone:oxygen oxidoreductaseである。